# Héctor Leyva
Héctor Noel Leyva Paneque (* 1. April 1965) ist ein Schachspieler und -trainer aus El Salvador kubanischer Herkunft.

## Trainer
Héctor Leyva stammt ursprünglich aus dem kubanischen Holguín und besuchte dort die Schule Instituto Preuniversitario Vocacional de Ciencias Exactas José Martí. In Kuba trainierte er die heutigen Großmeister Luís Manuel Pérez Rodríguez und Renier Vázquez Igarza. 1996 wurde Leyva Trainer der Nationalmannschaft El Salvadors. Zwischenzeitlich, von Juli 2005 bis 2006 (und wieder 2018) war er Nationaltrainer Guatemalas, dort vor allem zuständig für die weibliche Jugend, und kehrte dann nach El Salvador zurück, wo er von 2007 bis 2010 erneut Nationaltrainer war.
Von 1984 bis 2010 schrieb er für den Schachinformator und von 1998 bis 2000 eine regelmäßige Kolumne für die salvadorianische Tageszeitung El Diario de Hoy. Er schreibt auch für die Schachzeitschrift Inforchess Magazine aus Valencia, Spanien.

## Spieler
Trainiert wurde Héctor Leyva von 1986 bis 1988 vom kubanischen Großmeister Amador Rodríguez Céspedes. 1990 erhielt Leyva den Titel FIDE-Meister, seit 1996 trägt er den Titel Internationaler Meister. 1999 wechselte er vom kubanischen Schachverband zum Schachverband El Salvadors. Im Jahr 2000 gewann er das Zonenturnier von Guatemala-Stadt.
Mannschaftsmeisterschaften gewann er in El Salvador in den Jahren 1999 und 2000. Die Einzelmeisterschaft El Salvadors konnte er in den Jahren 2000 (im Finale gegen FM Boris Pineda) und 2006 gewinnen.
Für El Salvador spielte er bei drei Schacholympiaden jeweils am Spitzenbrett: 2000 in Istanbul, 2006 in Turin und 2008 in Dresden.
Seine Elo-Zahl beträgt 2303 (Stand: August 2025), damit führt er die Elo-Rangliste El Salvadors an. Seine höchste Elo-Zahl war 2430 im Oktober 2000.

## Veröffentlichungen
- Ventajas Microscópicas. 2004.